# ترولیا
ترولیا (انگلیسی: Trulia) شرکت املاک آمریکایی است، که در سال ۲۰۰۵ توسط پیت فلینت تأسیس شد.